# Bongjeongsa
Bongjeongsa (Hangul: 봉정사, chữ Hán:鳳停寺 - Phượng Đình tự) là một đền chùa Phật giáo Hàn Quốc nằm trên sườn núi Cheondeung, thuộc thành phố Andong, tỉnh Gyeongsang Bắc, Hàn Quốc. Đây là một đền thờ phụ của Gounsa, ngôi đền đứng đầu nhánh thứ 16 của Tông phái Tào Khê.
Với diện tích 1.650 m², đây là ngôi chùa lớn nhất tại Andong và là nơi có công trình bằng gỗ lâu đời nhất Hàn Quốc, Geuknakjeon. Đền chính có 10 tòa nhà, và thêm 9 tòa nhà khác ở hai ngôi đền phụ của Bongjeongsa nằm ở phía đông và tây của khu đền chính. Phượng Đình tự là ví dụ lâu đời về kiến trúc gỗ Hàn Quốc. Trong chuyến đi năm 1999, Nữ hoàng Elizabeth II đặc biệt ấn tượng bởi quy mô và vẻ đẹp của Bongjeonsa.

## Mô tả
Phượng Đình tự được cho là lần đầu tiên thành lập bởi nhà sư Uisang năm 672, năm thứ 12 của Văn Vũ Vương của Tân La (661-681). Tuy nhiên, một dòng chữ trong quá trình trùng tu Geuknakjeon nói rằng, môn đệ của Uisang là Neungin Daedeuk là người đã thành lập Bongjeongsa.
Năm 1363, một quá trình tái thiết lớn đã diễn ra và sau đó là các lần tu sửa vào các năm 1625 và 1972 đã được thực hiện.
Đền thờ là nơi có Geukrakjeon (Sảnh Nirvana, kho báu quốc gia số 15), có niên đại từ thế kỷ 12 và 13, triều đại Cao Ly. Đó là công trình bằng gỗ lâu đời nhất Hàn Quốc. Geukrakjeon được xây dựng với các cửa sổ có cánh cửa nhưng cửa chính lại không có. Hầu hết các tòa nhà cũ của đền thờ đã bị phá hủy trong những năm qua bởi thiên tai hoặc chiến tranh. Mặc dù được phục hồi theo thời gian, Geukrakjeon vẫn là một công trình vẫn giữ được hình dáng ban đầu của nó.
Một công trình khác là Daeungjeon, là nơi có các bức tranh tường tuyệt đẹp đại diện cho phong cách xây dựng thời kỳ đầu nhà Triều Tiên. Đáng chú ý là các cột trụ có thể là được mang từ nhà Tống. Công trình này được xếp hạng là Kho báu quốc gia số 311. Các công trình tiêu biểu khác bao gồm, phòng nghiên cứu Hwaeom Gangdang được xây dựng vào năm 1588, giữa thời kỳ nhà Triều Tiên được xếp hạng là kho báu quốc gia số 448; phòng thờ Gogeumdang xây dựng năm 1616 là kho báu quốc gia số 449; cùng với hai di sản văn hóa của Gyeongsang là cổng Manseru và một ngôi chùa đá ba tầng giữa triều đại Cao Ly.

## Hình ảnh

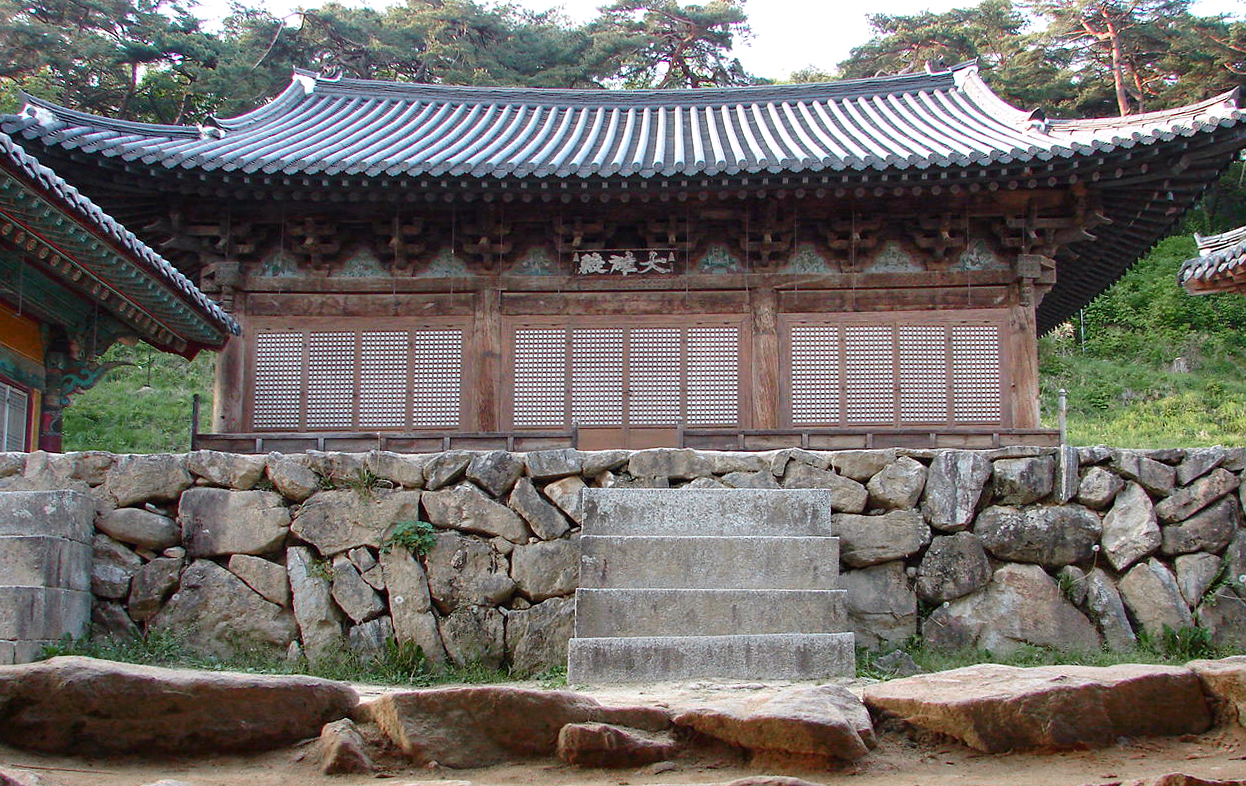
Bongjeongsa Daeungjeon - Kho báu quốc gia số 311
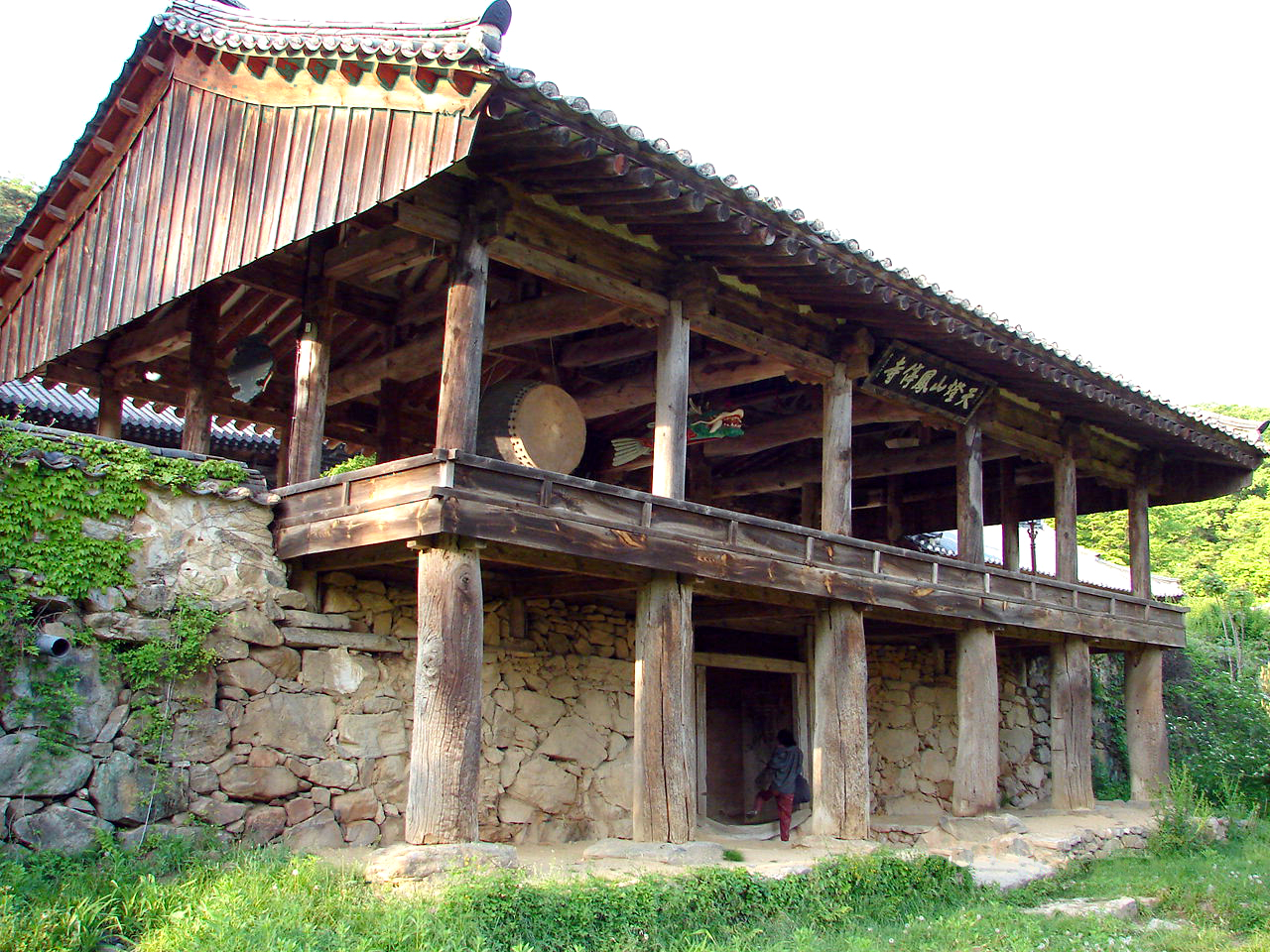
Cổng Bongjeongsa Maseru, đóng vai trò là cửa dẫn vào đại sảnh chính
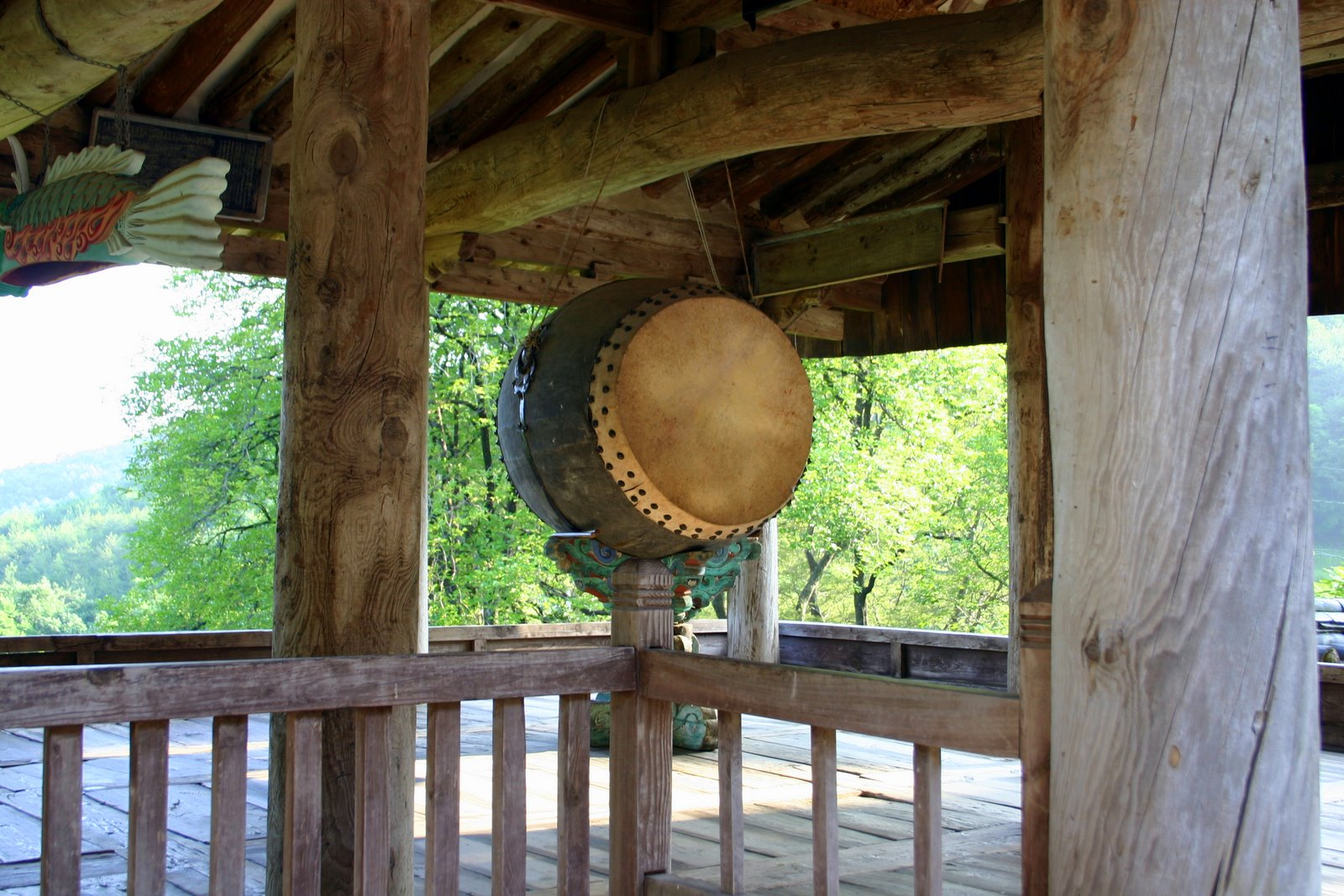
Trống ở trên vọng lâu tầng 2 của Bongjeongsa Manseru
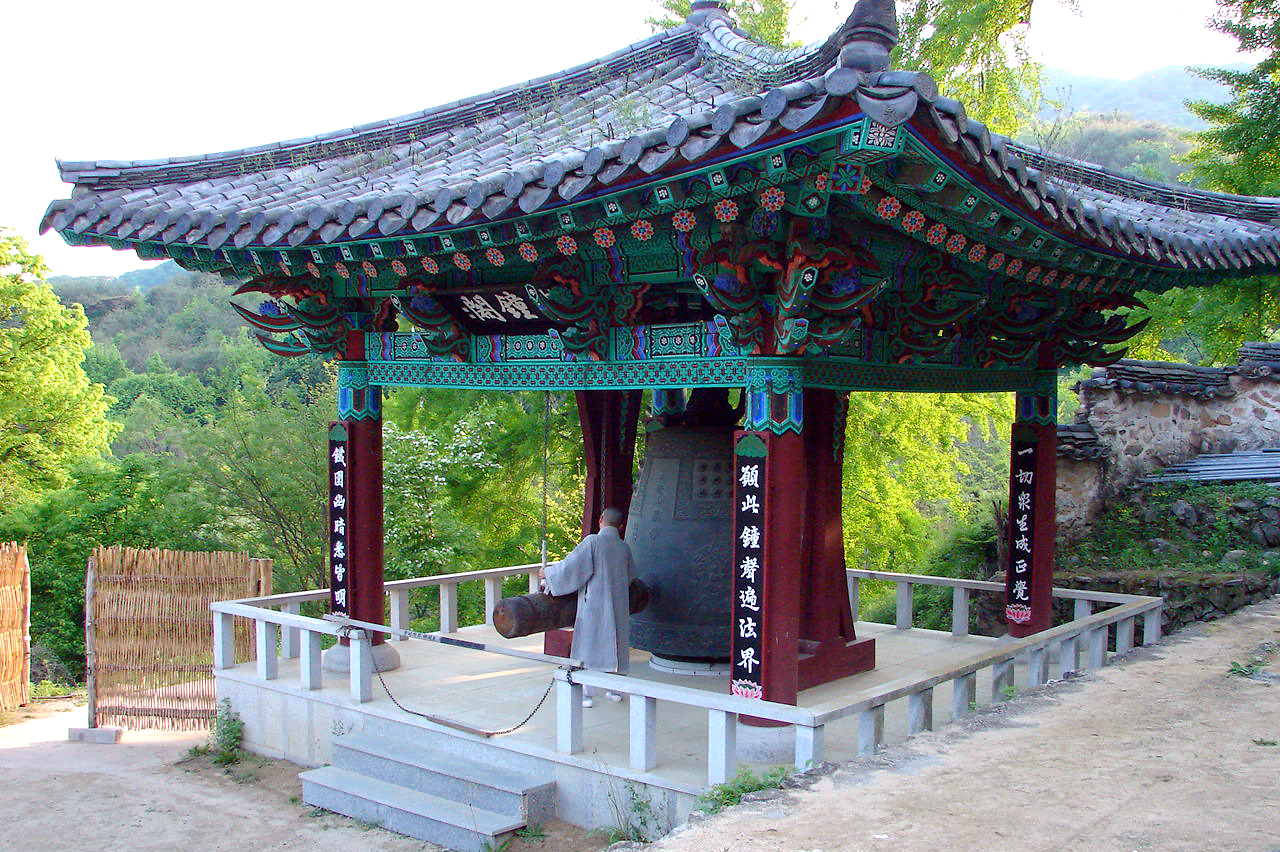
Một quả chuông lớn tại vọng lâu của Bongjeongsa